# La Naissance de Vénus (Amaury-Duval)
Pour les articles homonymes, voir La Naissance de Vénus.
La Naissance de Vénus est un tableau peint par Amaury-Duval en 1862 qui reprend le thème de Vénus anadyomène. Il est exposé au palais des Beaux-Arts de Lille.

## Histoire
Cette œuvre est composée d'après les vers d'Alfred de Musset

« Où Vénus Astarté, fille de l’onde amère,
Secouait, vierge encor, les larmes de sa mère,
Et fécondait le monde en tordant ses cheveux »

— Alfred de Musset, La Semaine des familles
.
Inspiré du tableau d'Ingres La Source, le tableau s'éloigne de la représentation classique où, comme la Vénus de Botticelli, Vénus est habillée de ses longs cheveux qui cachent ses parties intimes. Le tableau est présenté au salon de 1863, où il est confronté à deux autres Vénus académiques, La Perle et la Vague de Paul Baudry et La Naissance de Vénus d'Alexandre Cabanel, qui l'éclipsent aux yeux de la critique.
Exposé au salon des arts de Lille de 1866, le tableau rencontre plus de succès. Il reçoit un prix de mille francs de la Société des sciences, de l'agriculture et des arts de Lille comme le plus beau tableau de l'exposition et est acquis par le palais des Beaux-Arts.

## Analyse
L’exposition conjointe des trois Vénus au salon de 1863 soulève de nombreux débats sur la représentation artistique du nu féminin. Ils portent en particulier sur les modalités de cette représentation, notamment en référence à l’art antique, et sur les mérites respectifs des Vénus représentées.
Louis Auvray décrit ainsi la Vénus d'Amaury-Duval : « La Vénus de M. Amaury Duval est debout, elle sort de la mer et tord sa blonde chevelure dont la rosée doit féconder la terre. La pose, l’arrangement, les formes très fines et un peu longues, tout cela rappelle certains bas-reliefs de Jean Goujon. Le dessin, quoique cherché, n’en est pas moins très élégant, et si le coloris était moins froid, moins blafard, cette toile serait une des meilleures productions du salon ». Charles-Aimé Dauban, d'accord avec lui sur l'anachronisme, relève que la Vénus a un « nez retroussé et d’une forme qui rappelle plus la renaissance que l’antique ». De même, pour Paul Mantz, « Sa Vénus est grêle dans son élégance allongée ; elle a peu de consistance et de relief, et le type que l’artiste a choisi, le galbe du visage, et notamment le nez, qui semble modelé par le caprice, se concilient mal avec le style héroïque. ».
Claude Vignon oppose la Vénus d’Amaury-Duval à celles de Baudry et Cabanel. Pour elle, contrairement à Baudry et Cabanel, Amaury-Duval « supprime ou néglige absolument le charme et, faisant abstraction du plaisir des yeux, conçoit le beau par la pensée seulement », or, selon elle, « si Vénus n’est pas la beauté qui charme, que sera-t-elle donc ? Une conception néoplatonicienne qui ennuie ? ». Pourtant, à l’inverse de Vignon, Francingues considère que la Vénus d’Amaury-Duval rend trop compte du modèle et que, plutôt que de nous présenter « une petite femme maigre, toute nue sans doute, mais incapable de tenter Jupiter », le peintre aurait dû représenter les choses « non pas tout à fait comme la nature les avait faites, mais comme elle aurait dû les faire ».
Finalement, Albert Guillemot souligne la filiation ingresque de la Vénus d'Amaury-Duval et considère qu'« il n'en est pas moins vrai que la Vénus de M. Amaury-Duval est d’une grande valeur. On y sent les traditions sévères de l’école d’Ingres : c'est que le modèle est fin, le dessin pur, la couleur pâle et mince. Dans l’ensemble règne une grâce un peu maladive, mais distinguée. On pourrait reprocher au torse d'être trop étranglé, et ce défaut est encore rendu plus sensible par les jambes qui le supportent, et qui semblent appartenir à une femme de trente ans. Je dirais encore que ce tableau manque, à mon avis d'une grande part d’ombre ou de lumière, et de là, vient que le regard se disperse sur ce grand corps, sans rencontrer une ombre vigoureuse ou une lumière éclatante qui l'arrête et le charme. La tête est gracieuse mais n'est-elle pas trop moderne ? ».